# Пауль Гейманн
Пауль Гейманн (нар. 16.03.1901, Міттельвальде — пом. 30.06.1967, Берлін) — викладач середніх і вищих шкіл, славіст, педагог, редактор журналу «Pädagogik», творець берлінської моделі теоретичного навчання, відомий у народі як «Berliner Schule der Didaktik» або «Lehrtheoretische Didaktik».

## Життєпис
Гейман відвідав семінар для вчителів у Бреслау та вивчав педагогіку та славістику в Університеті Бреслау, а також економіку в Берлінському комерційному коледжі. Після закінчення педагогічної освіти Гейман спочатку працював у приватному банку, оскільки спочатку не міг знайти роботу в шкільній службі. На початку 1930-х років він пішов на службу в школу і працював у школі в Берліні-Нойкельні. У 1943 році Гейманн був призваний, потрапив у полон до Франції та працював у навчальних закладах для військовополонених з 1945 по 1946 рік. У 1946 р. викладав російську мову як лектор у Берліні, був тимчасовим редактором журналу «Педагогіка». У 1947/1948 роках Гейманн спочатку працював асистентом педагогічної психології, а потім викладачем систематичної педагогічної науки в Берлінському педагогічному університеті. У 1953 році його призначили професором. У 1962 році була опублікована його праця «Дидактика як теорія і навчання», яка стала основою «теоретичної дидактики навчання», також відомої як Берлінська школа дидактики.
Окрім роботи в університеті, Гейман брав участь у численних дослідницьких та інформаційних центрах. Вісім років був членом ради мовлення SFB і був членом опікунської ради Інституту кіно та зображення в науці та викладанні та Німецької академії кіно та телебачення в Берліні. Він був членом робочої групи Баварської телерадіомовної корпорації щодо можливостей другої освіти та брав участь у державних і церковних комітетах, які займалися проблемами, пов’язаними зі шкільним телебаченням. Гейман був членом журі кіно- та телевізійних конкурсів Adolf Grimme Prize, Prix Jeunesse та Berlinale.

## Дидактика: Берлінська школа
Берлінська школа з Паулем Гейманом та його помічниками Гюнтером Отто та Вольфгангом Шульцем розробила дидактичну модель на основі практичних потреб підготовки вчителів у Берлінському педагогічному університеті, де в третьому семестрі була дидактична практична фаза. Гейман звинуватив існуючі дидактичні моделі, особливо Вольфганга Клафкі, у «стратосферному мисленні», тобто вважав їх непридатними для практичного використання і далекими від повсякденного життя.
Перш за все, він бачив недостатнє врахування методичних факторів у плануванні уроків як дефіцит дидактики теорії освіти. Тому він відмовився від терміна навчання і замінив його на навчання, яке легше зрозуміти емпірично. Він також хотів більше враховувати конкретні соціальні та індивідуальні вихідні позиції студентів. Усі фактори навчання, тобто намір, тема, методологія, використання медіа, а також антропогенні та соціокультурні вимоги студентів, повинні бути включені взаємозалежно до планування як структурний аналіз.

## Інші фокусні точки
Гейман є одним із медіадидактів, який на ранньому етапі розглядав вплив кіно, радіо та телебачення на учнів. У Західному Берліні він був одним із речників запровадження загальноосвітніх шкіл. Його спонукали до цього його порівняльні дослідження різних освітніх систем, зокрема: в Радянському Союзі. Був членом Спілки освіти і науки (GEW).

## Окремі праці
- (mit anderen): Jugend und Fernsehen. München 1958.
- Paul Heimann, Gunter Otto, Wolfgang Schulz: Unterricht — Analyse und Planung. Schroedel, Hannover (div. Auflagen seit 1965).
- Didaktische Grundbegriffe. In: K. Reich, H. Thomas (Hrsg.): Paul Heimann — Didaktik als Unterrichtswissenschaft. Klett, Stuttgart 1976, ISBN 3-12-923380-6.
- Paul Heimann: Didaktik als Theorie und Lehre. Die Deutsche Schule, H. 9, 1962, S. 407—427.

## Інтернет-ресурси
- biogram Paula Heimanna
- Paul Heimann. Lebensdaten (PDF; 108 kB). In: K. Reich, H. Thomas (Hrsg.): Paul Heimann — Didaktik als Unterrichtswissenschaft. Klett, Stuttgart 1976, ISBN 3-12-923380-6, S. 229—230.
- Bibliographie (PDF; 488 kB). In: K. Reich, H. Thomas (Hrsg.): Paul Heimann — Didaktik als Unterrichtswissenschaft. Klett, Stuttgart 1976, ISBN 3-12-923380-6, S. 231—238.